# Biblioteca Gerardo Cornejo Murrieta
La Biblioteca Gerardo Cornejo Murrieta, conocida como la Biblioteca Colson o Biblioteca Colsonora o BGCM, es una biblioteca universitaria, de investigación y de acceso público especializada en ciencias sociales ubicada en la ciudad de Hermosillo, Sonora, México, como parte de El Colegio de Sonora. Reúne uno de los acervos más detallados en el Noroeste de México sobre ciencias sociales y humanidades en idioma español. Inició actividades en 1982. En 2008 recibió su nombre en honor a uno de los fundadores y primer rector de la institución, Gerardo Cornejo Murrieta.

## Antecedentes históricos
Posterior a la fundación de El Colson como institución de investigación, se acondicionó el segundo patio de la casona, donde se instalaron ventanales para demarcar una extensión de 150 metros cuadrados, donde se recibieron las primeras donaciones de la Secretaría de Educación Pública, El Colegio de México y la UNESCO, con un total aproximado de 800 volúmenes especializados en la temática de las ciencias sociales. Ese mismo año, se inició la investigación interinstitucional acerca de la Historia General de Sonora, que dos años más tarde se presenta como el primer producto de investigación e inicia con éste la primera colección de la Biblioteca denominado Acervo Sonora.
La Biblioteca permaneció en esa ubicación hasta 1996, debido a la insuficiencia de espacio se planteó su reubicación a una casona propiedad de la familia Camou, construida en 1875 y localizada en Álvaro Obregón 55, una superficie aproximada de 400 metros cuadrados, justo frente al edificio principal de El Colegio.
La nueva ubicación albergó las áreas administrativas, acervos y servicios al público, fue inaugurada el 8 de marzo de 1996 por Manlio Fabio Beltrones, gobernador del Estado de Sonora (1991-1997).  
En marzo de 2008, el gobernador Eduardo Bours Castello (2003-2009) develó la placa donde se le nombró en honor al fundador de la institución perteneciente.
Durante la pandemia el Covid-19 las oficinas y el acervo fueron trasladados al que será su morada final, un edificio contiguo a las instalaciones de El Colegio, actualmente se encuentra en intervención arquitectónica para concluir el edificio mediante una inversión de recursos públicos.
| 1982 | 1998  | 2005  | 2008  | 2022  |
| ---- | ----- | ----- | ----- | ----- |
| 800  | 24077 | 38027 | 44300 | 63250 |

## Misión y visión
Misión
Apoyar las funciones sustantivas de El Colegio de Sonora con servicios bibliotecarios eficientes que contribuyan al desarrollo exitoso de los proyectos de investigación, docencia, difusión y vinculación de la institución.
Visión
Brindar servicios sistematizados y de calidad, apoyados en procesos y tecnologías de vanguardia, con recursos altamente capacitados para lograr un tiempo mínimo de respuesta a los usuarios, basando el desarrollo de los servicios en una constante de relación con los usuarios para conocer sus demandas.

## Colecciones
Las colecciones se han compuesto mediante donaciones de instituciones y personalidades académicas, mediante adquisición y selección de los recursos bibliográficos en función de las líneas de investigación de El Colegio de Sonora. Las coleccioes son las siguientes:

### Colección general
Integrada por recursos bibliográficos especializados en ciencias sociales y humanidades, que no son recursos de consulta, tesis o colección Sonora.

### Colección de consulta
Se se integra por materiales de referencia como son: diccionarios, enciclopedias, atlas, anuarios, entre otros.

### Colección Sonora
La conforman un conjunto único de materiales bibliográficos referentes al Estado de Sonora y a sus autores nativos. Trata los temas de: estudios de género, migración, desarrollo y desigualdades, estudios históricos, entre otros; se incluyen las publicaciones de las investigaciones de la institución, alcanza los 3486 ítems aproximadamente.

### Colección de tesis
Integrada principalmente con los productos de las investigaciones que los estudiantes desarrollan y defienden para obtener un grado.

### Colecciones especiales
Las conforman los recursos documentales que por su naturaleza o procedencia tienen un valor adicional. En donde se pueden ubicar las colecciones de personajes ilustres como: Abigael Bohórquez, Armando Hopkins, Gerardo Cornejo, Pueblos Indígenas del Noroeste de México, entre otras.

### Fondo reservado
Esta colección está compuesta por manuscrito, fotografías, libros y folletos, que por sus condiciones físicas y relevancia deben ser resguardados para garantizar su conservación.

### Colección audiovisual
Integrada por: microfilms, materiales sonoros, discos compactos, videograbaciones y DVD.

### Colección cartográfica
Está compuesta por cartas topográficas y planos impresos principalmente de localidades del estado de Sonora que han sido donadas por proyectos de investigación de la institución.

### Colección de recursos electrónicos
Son los recursos de información que por su formato digital y en línea, están disponibles a través del portal de la Biblioteca, incluyen: el Repositorio Institucional COLSON, bases de datos, revistas electrónicas, libros electrónicos y otros recursos en suscripción o en acceso abierto que por su interés hayan sido seleccionados por la Biblioteca.

### Colección de publicaciones seriadas
La conforman revistas, diarios, anuarios, directorios, publicaciones oficiales, impresos y digitales de contenido académico, científico y de divulgación publicados en distintas periodicidades.

## Servicios e infraestructura
Los servicios ofrecidos se proporcionan a las personas usuarias que lo soliciten, y se dividen en presenciales y el línea. Para facilitar el acceso y uso de los recursos documentales, el Departamento de Documentación y Biblioteca ofrece a las personas usuarias infraestructura especializada para: Sala de lectura, equipos de cómputo con acceso a Internet, acceso a Internet inalámbrico, reproductor de DVD, lector de microfilme, reproductor de VHS y reproductor de audiocassette. Los servicios en línea se proporcionan a través del Portal web, según el tipo de público usuario que corresponda; mediante este portal también se puede hacer uso de recursos de información electrónicos como: bases de datos, revistas, libros, tesis, entre otros.